# Albinismo
L'albinismo (dal latino albus, "bianco") è una condizione genetica congenita consistente nella totale deficienza di pigmentazione melaninica nella pelle, nell'iride e nella coroide, nei peli e nei capelli causata da un'assenza o un difetto dell'enzima tirosinasi, enzima coinvolto nella sintesi della melanina; è considerato l'opposto del "melanismo".
L'albinismo è il risultato di un'ereditarietà autosomica recessiva ed è noto per la sua incidenza su tutti i vertebrati, incluso l'uomo. Un individuo affetto da questo difetto enzimatico è definito albino, mentre un individuo che presenti una quantità di melanina ridotta ma non completamente assente è detto albinoide.
L'albinismo è associato con un certo numero di difetti visivi come la fotofobia, il nistagmo e l'astigmatismo. La totale assenza di pigmentazione aumenta notevolmente la suscettibilità di questi soggetti alle ustioni solari ed ai tumori della pelle.
In casi rari, per esempio gli affetti dalla sindrome di Chédiak-Higashi, l'albinismo può dipendere da una deficienza del trasporto dei granuli melaninici. Questa patologia colpisce anche i granuli dei granulociti, causando una maggiore predisposizione alle infezioni.

## Segni e sintomi
L'albinismo è nella maggior parte dei casi un genotipo recessivo e pertanto si manifesta in individui nati da genitori entrambi portatori sani o entrambi albini. L'albinismo è di genotipo dominante solo nella sua forma oculare. Coloro che sono affetti da albinismo hanno una cute estremamente suscettibile alle ustioni solari che può portare ad ustioni anche per esposizioni relativamente brevi.
La totale mancanza di pigmenti comporta inoltre una predisposizione aumentata nei confronti dei tumori cutanei essendo il DNA delle cellule cutanee non schermato da pigmenti. Sovente mostrano problemi visivi in quanto un'iride non pigmentata per quanto riduca il suo diametro non ha la stessa efficienza di un'iride normopigmentato; questo esita in una fotofobia il cui fastidio tuttavia può essere ridotto impiegando normali occhiali da sole.
La suscettibilità alla luce solare può portare chi è affetto da albinismo ad una particolare apprensione (eliofobia).
L'albinismo è frequente non solo negli esseri umani, ma in numerosi mammiferi, pesci, uccelli, rettili e si verifica persino nei petali, nelle foglie e nei frutti di piante e fiori.

### Problemi visivi
Lo sviluppo del sistema ottico è fortemente dipendente dalla melanina e la riduzione o assenza di questo pigmento può portare nei soggetti albini a:
- Decussazione anomala delle fibre del nervo ottico
- Fotofobia e riduzione dell'acuità visiva a causa della diffusione della luce all'interno dell'occhio[7]
- Ipoplasia della fovea con possibilità di danno della retina causato dalla luce che esita in una perdita dell'acuità visiva

## Forme di albinismo

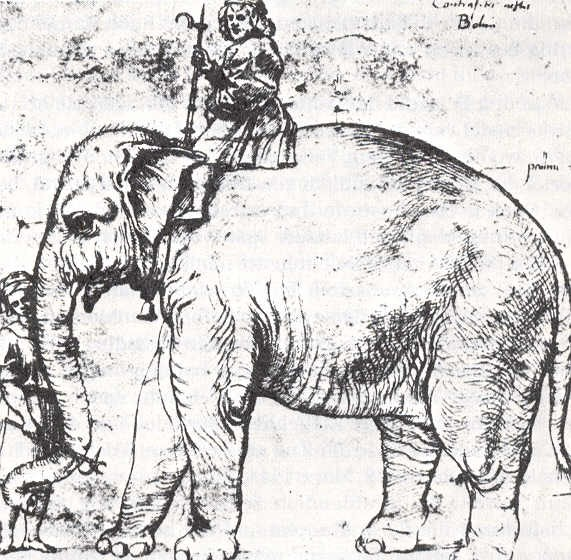
Annone, il famoso 'elefante bianco'

Numerosi geni sono stati associati all'albinismo, spesso collegati all'enzima tirosinasi (che è associato all'albinismo oculo-cutaneo).
L'albinismo può essere:
- totale: è piuttosto raro ed è caratterizzato da pelle totalmente bianca, capelli quasi bianchi o giallo paglierino di consistenza setosa e ruvida, occhi grigio-bluastri o rosei.
- albinismo parziale relativamente più frequente, la mancanza di pigmentazione è di solito limitata a piccole zone come un ciuffo di capelli, una zona cutanea, o a uno solo degli occhi.
- oculo-cutaneo: riguarda gli occhi e tutto il corpo e si manifesta all'incirca in un neonato ogni 35 000
- oculare: dove manca il pigmento nella retina (per questo spesso hanno un'acutezza visiva ridotta), si manifesta in un neonato ogni 15 000

L'albinismo si manifesta anche nella sindrome di Ziprkowski-Margolis.

## Esempi di altri animali albini

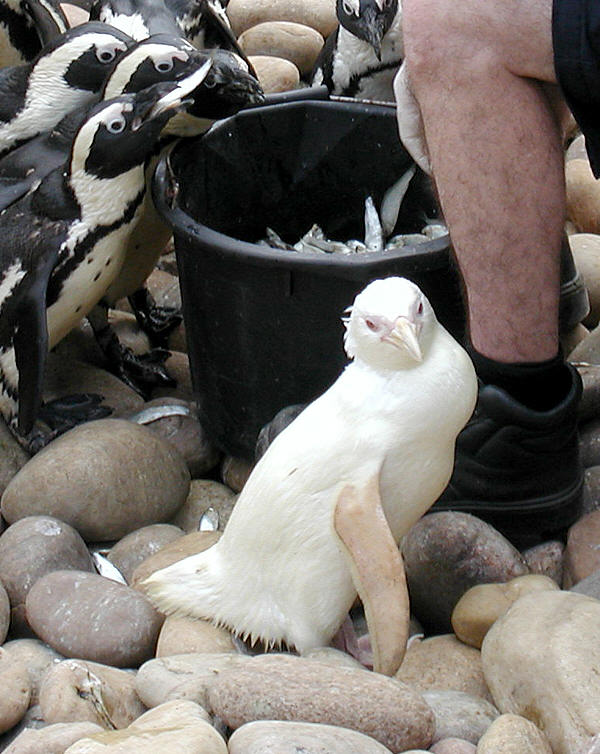
Pinguino sudafricano albino (Spheniscus demersus)
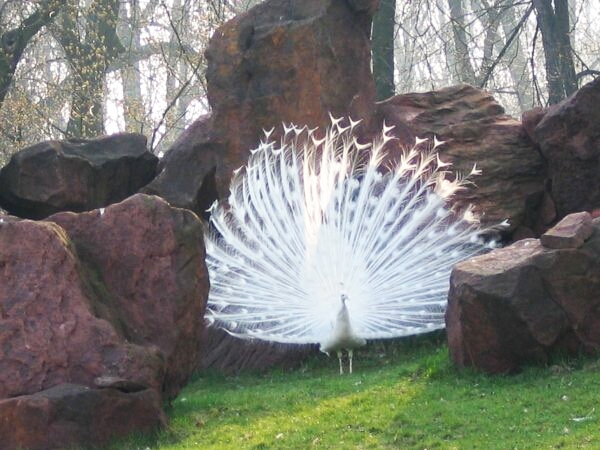
Pavone leucistico
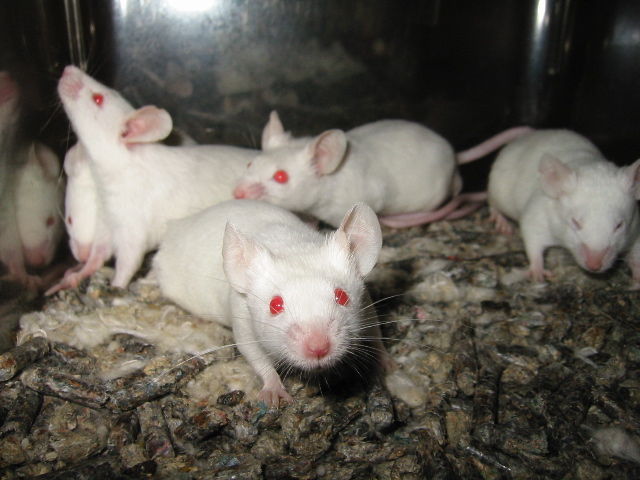
Ratti albini
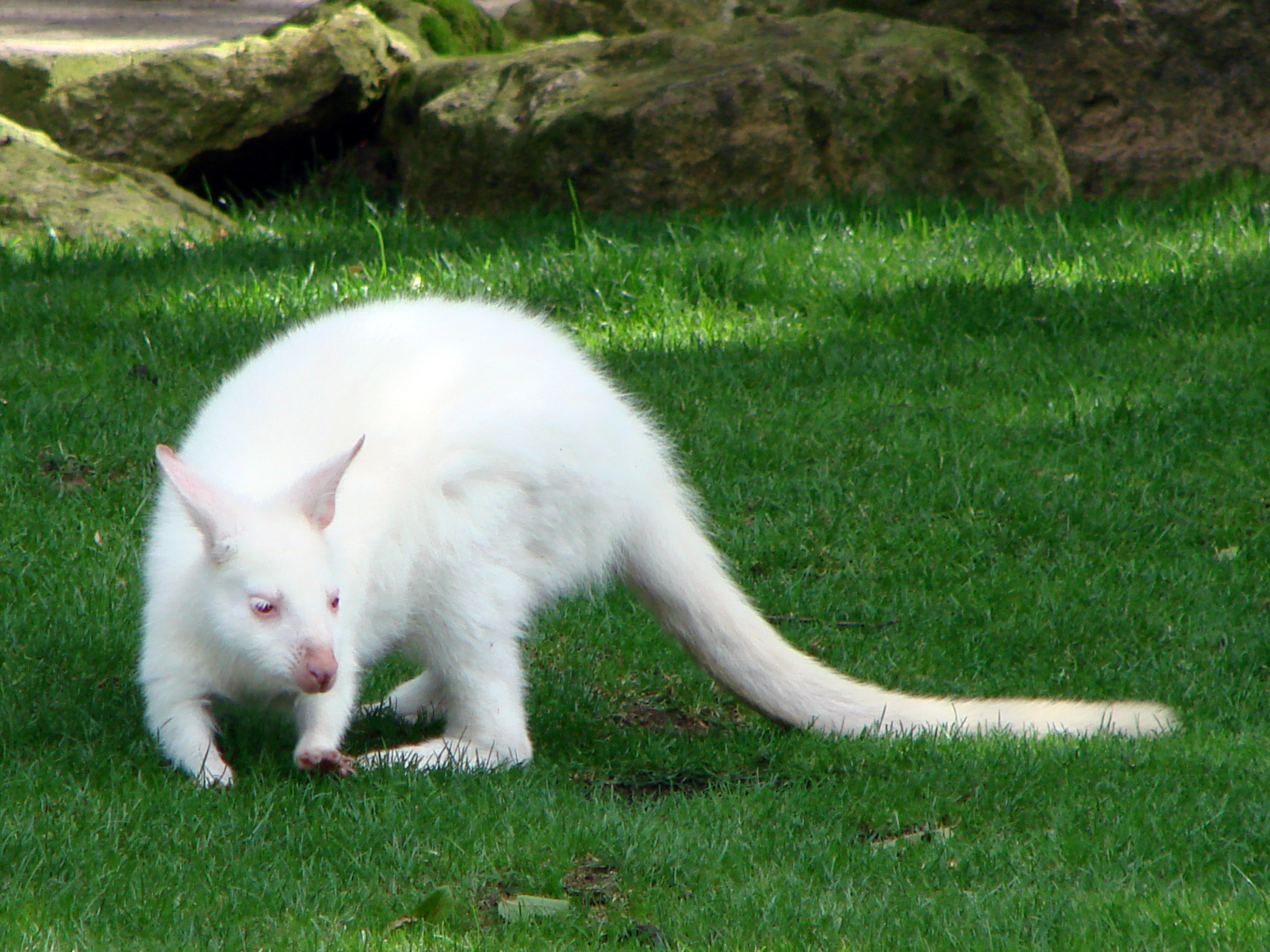
Wallaby albino (Macropus rufogriseus)
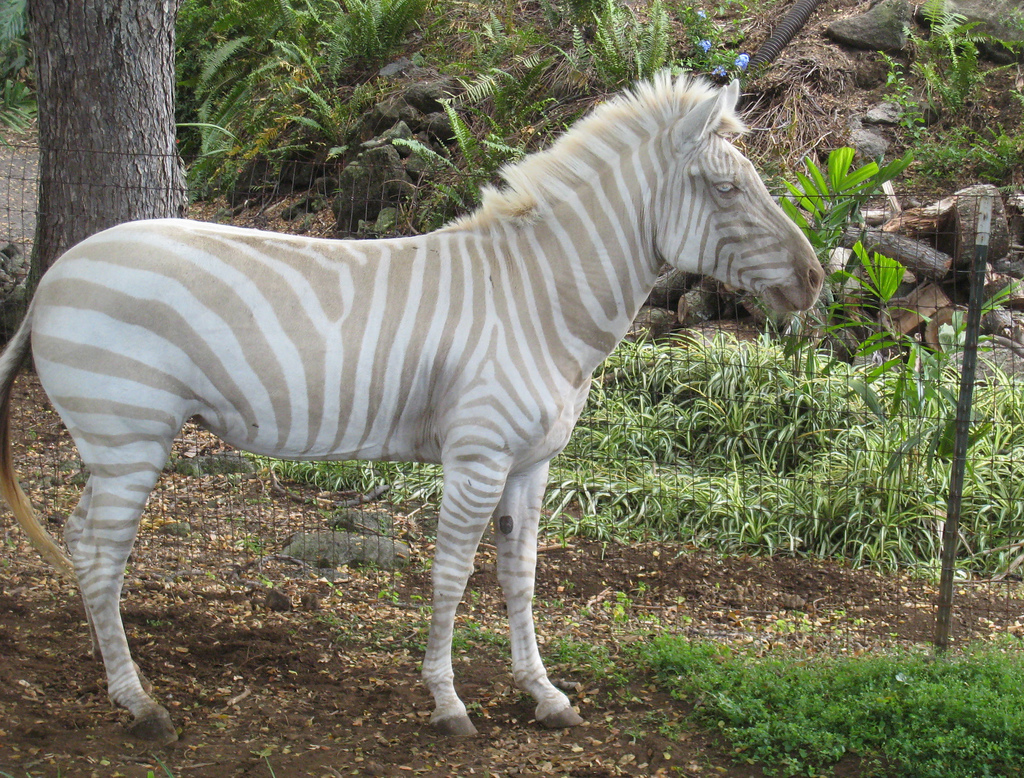
Zebra albina (Equus quagga)
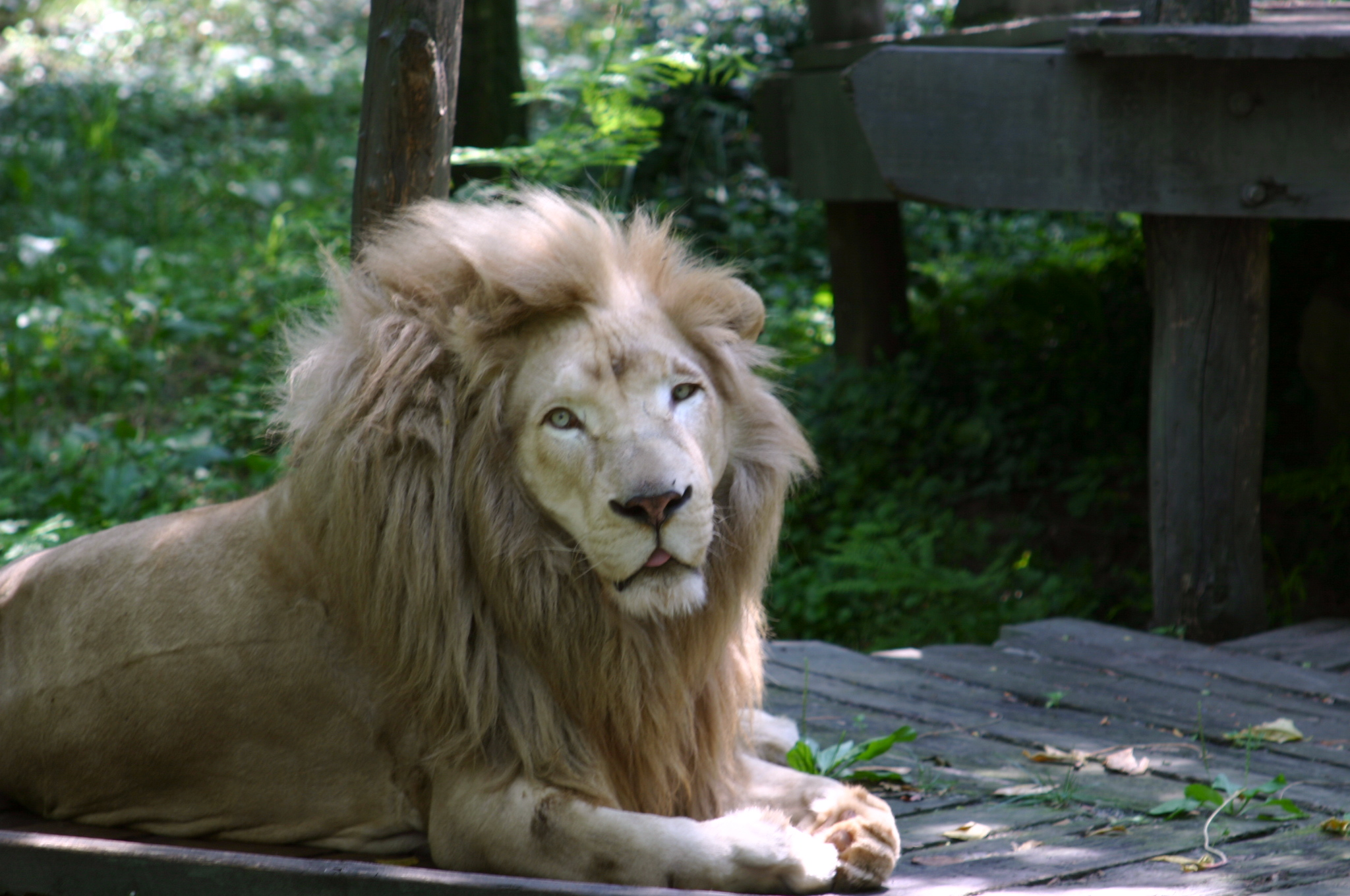
Leone leucistico (Panthera leo krugeri)
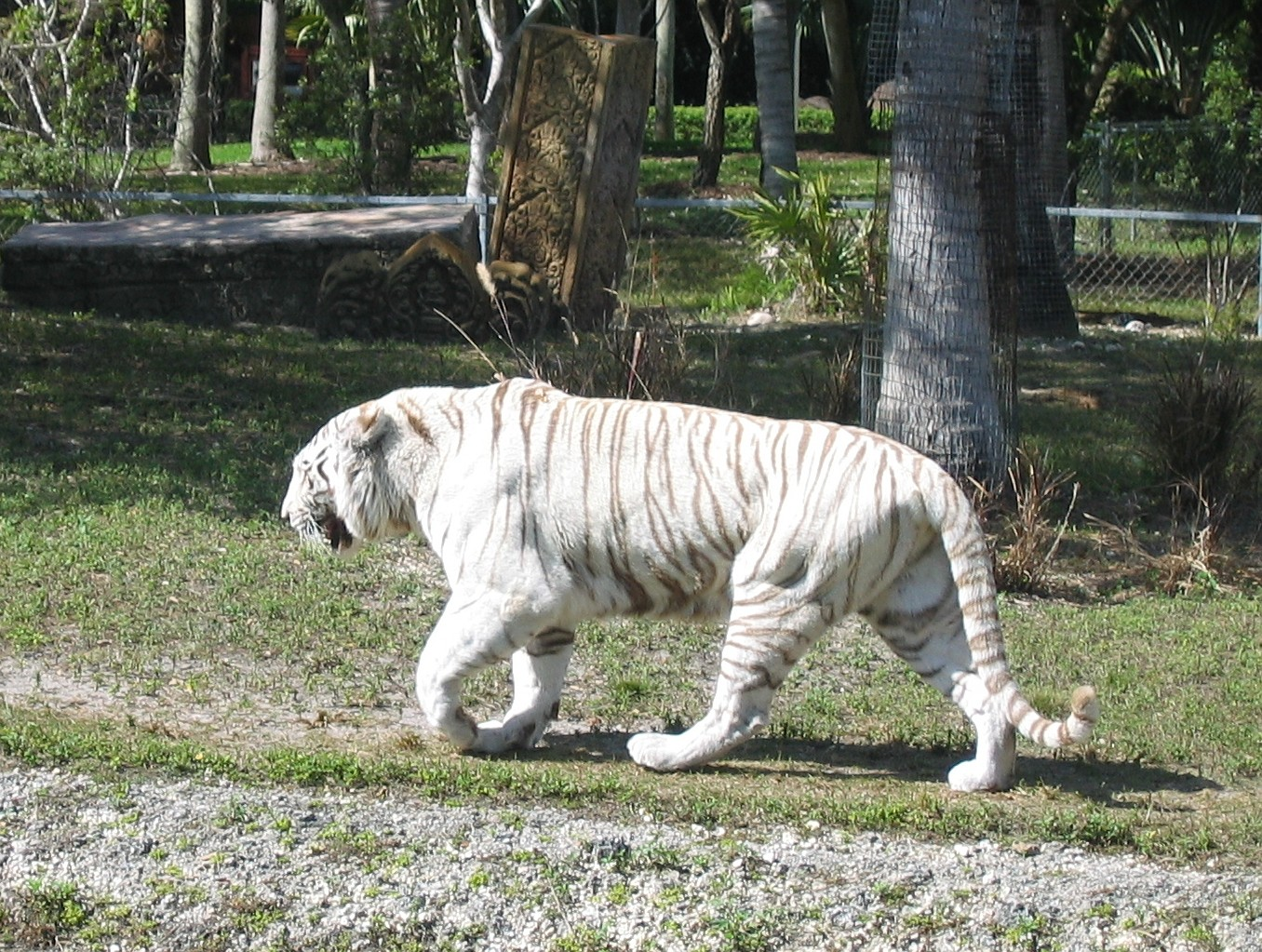
Tigre leucistica
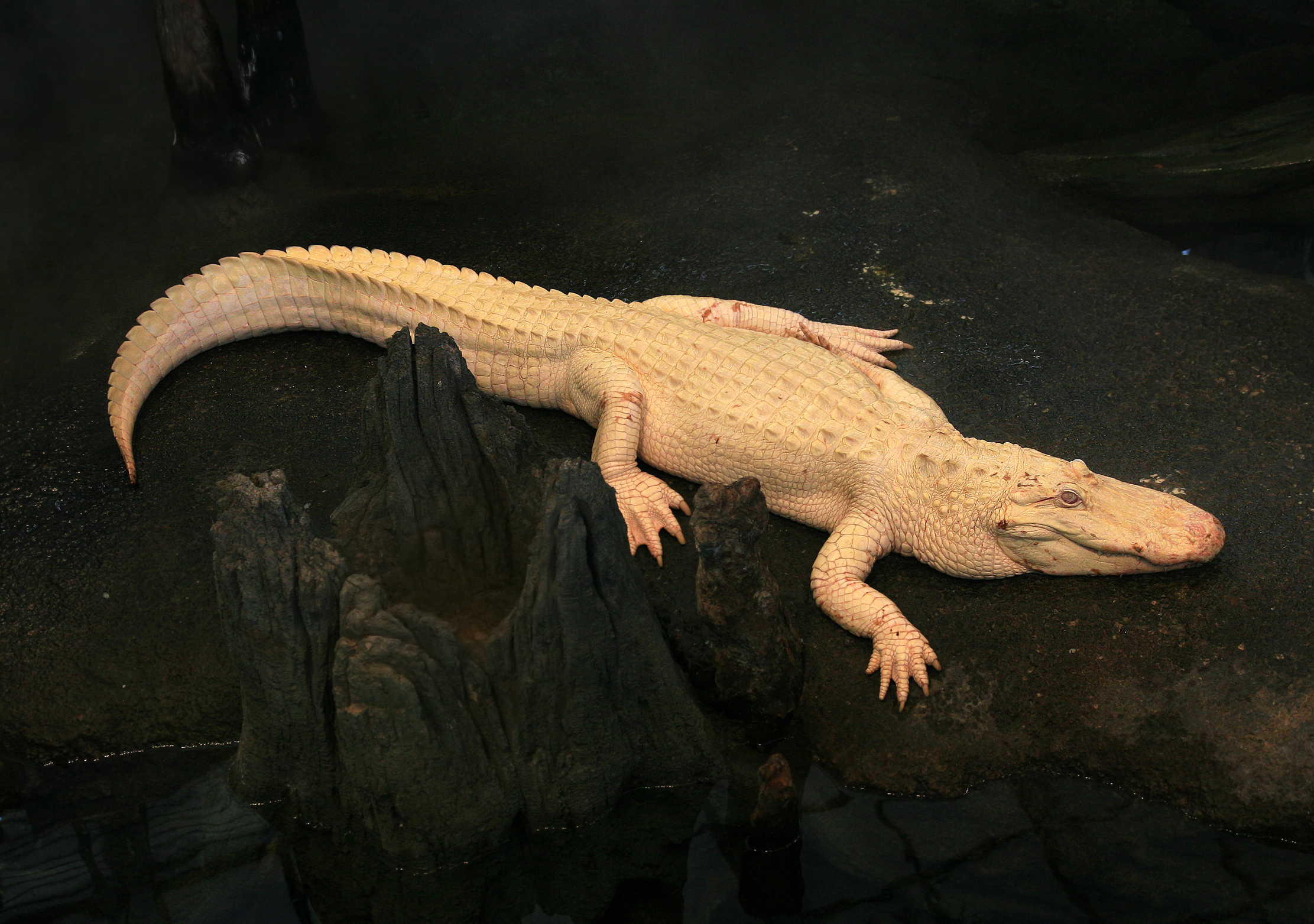
Alligatore del Mississippi albino (Alligator mississippiensis) alla California Academy of Sciences